# Simón Rosado Sánchez
Simón Rosado Sánchez   (Hervás, 11 de març de 1957 - Barcelona, 11 d'octubre de 2010) fou un sindicalista català d'origen extremeny. Emigrà de jovenet a Barcelona, on va treballar a la fàbrica de motocicletes Derbi, de la que en fou president del comitè d'empresa de 1979 fins a 1985 com a representant de Comissions Obreres de Catalunya, sindicat en el que va ingressar el 1974. Participà activament en la lluita sindicat durant la transició democràtica i fou detingut per primer cop el 1976 arran de la seva participació en la vaga contra la reforma política organitzada per la Coordinadora d'Organitzacions Sindicals. El 1977 fou detingut novament per participar en una protesta contra el conveni provincial siderometal·lúrgic.
Des de 1984 fins a 1988 ocupà la secretaria general de la Unió Comarcal de Comissions Obreres del Vallès Oriental i, posteriorment, va ocupar el càrrec de secretari general de la Federació del Metall i la Mineria de Comissions Obreres de Catalunya. El 2000 Joan Coscubiela i Conesa el va nomenar secretari d'Acció Sindical. Quan el desembre de 2008 Joan Carles Gallego i Herrera fou nomenat secretari general de Comissions Obreres de Catalunya fou nomenat Secretari d'Acció Sindical i Política Sectorial, càrrec des del que fou un dels principals suports d'Ignacio Fernández Toxo, nou secretari de Comissions Obreres.
Políticament, el 1989 va entrar a formar part del comitè central del PCE i en el comitè executiu del PSUC. En els darrers anys fou membre del Consell Nacional d'Iniciativa per Catalunya Verds, partit en el qual va ser militant actiu fins a la seva mort. Des del seu càrrec va assolir importants acords amb empreses com Seat, Nissan i Sony. Va morir l'11 d'octubre del 2010 d'un atac de cor a casa seva.
L'any 2011 la Generalitat de Catalunya li concedí, a títol pòstum, la Medalla al treball President Macià.